# Ингунда (жена Герменегильда)
Ингунда (лат. Ingundis; 567/568 — 585/586) — старшая дочь короля Австразии Сигиберта I и Брунгильды, дочери вестготского короля Атанагильда и Госвинты, жена Герменегильда, старшего сына вестготского короля Леовигильда.

## Свадьба Сигиберта I и Брунгильды. Рождение Ингунды
Чтобы иметь возможность направить все свои силы на изгнание византийцев с Пиренейского полуострова, король вестготов Атанагильд удачной брачной политикой обеспечил себе мир с франками. Для достижения этих целей он заключил с последними брачный договор, чтобы в случае необходимости использовать их в качестве союзников в борьбе с Константинополем. Выполняя условия этого договора, Атанагильд выдал свою младшую дочь Брунгильду за короля Австразии Сигиберта I. По свидетельству же Григория Турского, сам Сигиберт, видя, что его братья выбирали жён, недостойных себя, и по своему собственному желанию сочетались браком даже со служанками, после заключения договора сам отправил в Испанию посольство с богатыми подарками, приказав просить руки Брунгильды.
Свадьба Сигиберта и Брунгильды состоялась в 566 году в Меце. На церемонии бракосочетания присутствовал знаменитый латинский поэт Венанций Фортунат, который посвятил этому событию эпиталаму и элегию, благодаря чему, у него появилось много благородных покровителей и друзей среди австразийской знати. На основании текста одного из его стихотворений, название которого не сохранилось, предполагается, что Фортунат мог быть даже крёстным отцом первого ребёнка новобрачных — их дочери Ингунды, которая родилась в 567 году или 568 году.

## Свадьба Герменегильда и Ингунды

Карта Пиренейского полуострова с указанием его провинций и монетных дворов Вестготского королевства.

После смерти Атанагильда в 567 году в вестготском королевстве наступил период междуцарствия, по одним данным, продолжавшийся 5 месяцев, а по другим — более года. В конце концов, королём в Нарбонне был провозглашён герцог Септимании Лиува I. На второй год своего правления, в конце 568 или начале 569 года, он назначил соправителем своего брата Леовигильда, заключив при этом договор, что последний будет править в Испании. Хотя Леовигильд имел от первого брака с Феодосией из Картахены двух взрослых сыновей Герменегильда и Реккареда, он, с целью упрочить свои права на престол, женился на вдове Атанагильда Госвинте.
В 578 году Леовигильд провёл успешные переговоры с Брунгильдой, которая была в то время опекуном своего малолетнего сына Хильдеберта, по поводу заключения брака между его старшим сыном Герменегильдом и Ингундой. После подписания договора последняя через Бургундию и Септиманию отправилась в столицу вестготского королевства Толедо, где в 579 году состоялась церемония их бракосочетания. Позднее, в 584 году, также планировалась и свадьба Реккареда с дочерью Хильперика I, сводного брата Сигиберта I, которую звали Ригунта, но она не состоялась из-за смерти её отца.
Однако вступившие в брак супруги изначально были разного вероисповедания: Герменегильд был приверженцем арианства, а Ингунда придерживалась ортодоксально-никейского христианства. Поначалу Госвинта, жена Леовигильда, тепло встретила Ингунду, но при этом стала льстивыми речами уговаривать последнюю, чтобы та перешла в арианскую веру. Однако, несмотря на свой юный возраст (ей тогда было всего около двенадцати лет), Ингунда не только наотрез отказалась переходить в арианство, но и попыталась обратить Герменегильда в свою веру. Тогда, по словам Григория Турского, королева схватила девушку за волосы, бросила её на землю и до тех пор била башмаками, пока у неё не выступила кровь, а затем приказала снять с неё одежду и окунуть в пруд. Чтобы как-то разрешить возникший конфликт, Леовигильд выделил своему старшему сыну область с главным городом Севильей (предположительно в неё входили провинции Бетика и южная Лузитания) и поставил там его в качестве самостоятельного правителя (579 год).

## Мятеж Герменегильда

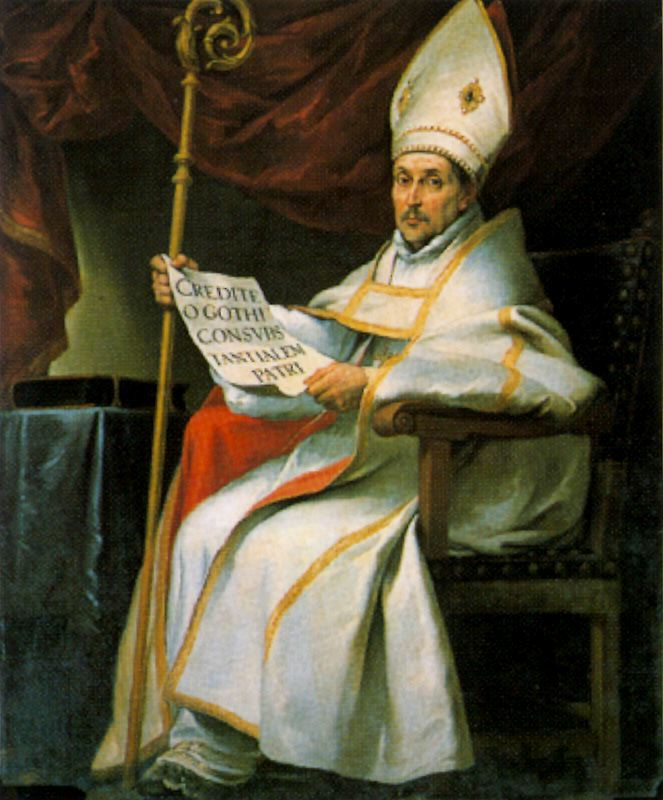
Святой Леандр, епископ Севильский. Картина Бартоломе Эстебана Мурильо. (1655 год).

В Севилье Ингунда познакомилась с епископом Леандром, с которым впоследствии её связывали крепкие дружеские отношения. Леандр был представителем коренного населения Испании (испано-римлян) и происходил из элитной и влиятельной семьи из Картахены, откуда он в 554 году вместе с родителями, в связи с завоеванием византийцами восточного побережья Пиренейского полуострова, переселился в Севилью. У него было два брата, епископы Исидор Севильский и Фульгенций Эсихский, и сестра, святая Флорентина, одна из основательниц испанского женского монашества. Кроме того, святой Леандр состоял в родстве с Герменегильдом, поскольку последний был сыном первой жены Леовигильда Феодосии, а она, в свою очередь, была двоюродной сестрой Леандра.
Подавляющее большинство населения юга Испании были испано-римляне и христиане-никейцы. Кроме того, значительная часть вестготской знати были также христиане, не говоря уже о той части дворянства, корни которых были чисто испано-римскими. Святой Леандр был избран епископом в 578 или 579 году, после чего основал Севильскую богословскую школу, которая стала известным центром науки и ортодоксально-никейского христианства. Подружившись с Ингундой, Леандр помог ей обратить своего мужа Герменегильда, который при крещении принял имя Иоанн, в христианскую веру. В том, что это произошло под влиянием епископа не может быть никаких сомнений, потому что он видел в этой принцессе возможность для продвижения ортодоксально-никейского христианства среди населения, а история того периода содержит многочисленные примеры королев, повлиявших на веру мужа.

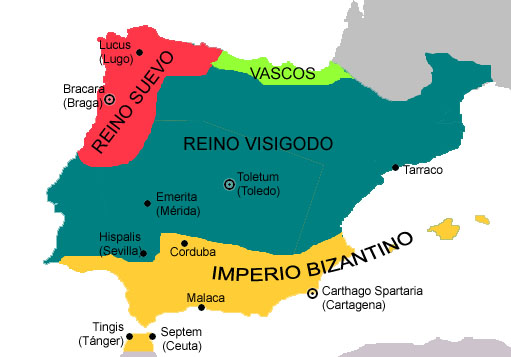
Карта Пиренейского полуострова в 580 году.

Перейдя в ортодоксальное вероисповедание, Герменегильд зимой 579—580 годов поднял в Севилье восстание, скорее всего, надеясь использовать в своих целях скрытую напряжённость между ортодоксами и арианами. Раздувание церковных противоречий повергло вестготское государство в жестокий кризис, причём теперь над ним явственно нависла угроза открытого противостояния. Однако призыв мятежника к последователям ортодоксального-никейского христианства проявить солидарность со своим новым единоверцем не нашёл заметного отклика. Иоанн Бикларский, современник этих событий, квалифицировал действия Герменегильда как мятеж, и осудил заговор своего единоверца-ортодокса, так как это восстание причинило Испании больше вреда, чем вражеское нашествие, потому что королевство претерпело большие разрушения. Исидор Севильский, его двоюродный дядя, также сурово критиковал действия своего племянника. Очень мало сторонников Герменегильд нашёл и среди епископов: его поддерживал только Леандр Севильский, которого в 579 году он отправил во главе посольства в Константинополь, чтобы собрать войско для борьбы против ариан, которые притесняли христиан. В попытках спасти свою страну от арианства, Леандр показал себя истинным христианином и дальновидным патриотом.
Герменегильд же активно продолжал искать союзников и заключил соглашение с византийцами и королём свевов Миро. Через послов он также наладил связи с франкскими родичами Ингунды. Так, в поддержку Герменегильда выступил король Бургундии Гунтрамн, в то время как Хильперик I, из-за своих разногласий с Гунтрамном, поддержал Леовигильда.
В 580 году Леовигильд созвал Толедский Собор арианских епископов (первый и единственный в вестготском королевстве), на котором всем вестготам предписывалось принять арианскую религию и был принят ряд решений, упростивших переход в арианство. Итоги этого собора существенно облегчили обращение в арианскую веру, однако их результаты не удовлетворили Леовигильда, так как арианство принял только Винцентий Сарагосский, после чего он начал гонения на христиан-никейцев
Приблизительно в 580 году Ингунда подарила Герменегильду наследника, которого назвали Атанагильдом в честь его прадеда по материнской линии.

## Ответные действия Леовигильда

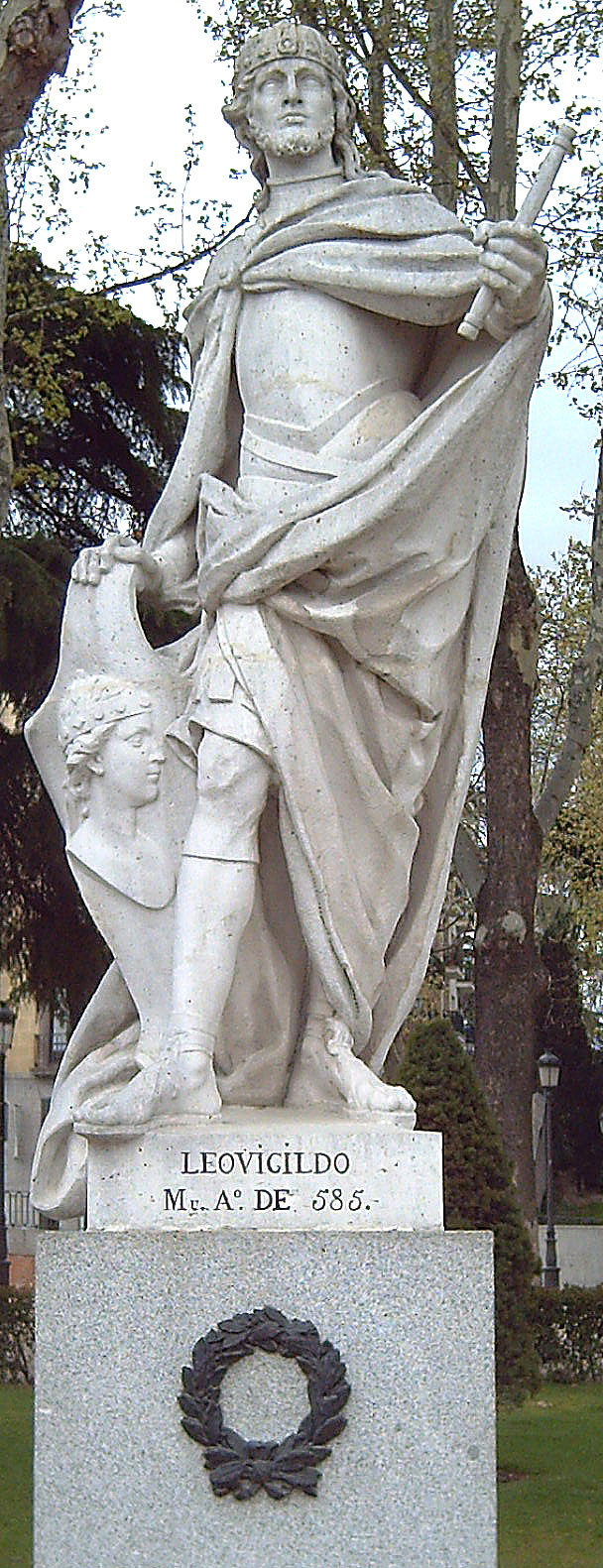
Статуя Леовигильда в Мадриде. Автор — Фелипе Корраль (1750 — 1753 годы).

Сам Леовигильд, очевидно, надеясь на мирное урегулирование конфликта, поначалу не предпринимал никаких ответных действий. В 581 году он пошёл походом на басков, возможно, также вступивших в союзные отношения с Герменегильдом. В итоге, часть их территории была завоевана Леовигильдом, и, чтобы укрепиться на этих землях, король вестготов основал город Викториакум (ныне Витория).
Что явилось причиной для принятия ответных мер — то ли переход Герменегильда в новое вероисповедание, то ли простое совпадение — сейчас трудно определить. Тем не менее, Леовигильд видел арианство в личности каждого вестгота и любую угрозу этой идентификации воспринимал как угрозу легитимности всего вестготского королевства. Он считал ортодоксального-никейское христианство исключительно римской религией, а арианство — вестготской и вынашивал планы политического и религиозного объединения страны. Таким образом, ответные действия Леовигильда, скорее всего, были вызваны прежде всего его реакцией на обращение во враждебную веру не только своего сына, но и других представителей вестготских знати: наличие в рядах своих подданных христиан-никейцев, по его мнению, мешало объединению страны.
Только в 582 году Леовигильд собрал армию и выступил против своего сына, однако осада Севильи продлилась больше года. Узнав, что его отец подступает к городу с войском, Герменегильд составил план, как отразить его наступление, к тому же надеясь на помощь византийцев и короля свевов Миро. Выбрав из многих тысяч своих людей триста наиболее подготовленных, он вооружил их и поместил в крепости Оссер, полагая, что отец, ослабленный своей первой атакой, будет побеждён более слабым, но многочисленным отрядом. Король свевов попытался прийти на помощь осаждённым, но был окружён Леовигильдом, который заключил с ним договор о верности в будущем, после чего Миро вернулся к себе домой, где вскоре умер. Герменегильд же, призвав на помощь византийцев, выступил против отца, оставив свою жену в городе. Между отцом и сыном состоялось кровопролитное сражение, в котором Леовигильд уничтожил армию своего противника и предал крепость Оссер огню (583 год). Затем он пленил своего сына, и, вернувшись в Толедо, отправил того в изгнание.
По другой версии, Герменегильд бежал к византийцам в Кордову. Леовигильд же подкупил византийского губернатора, дав префекту императора тридцать тысяч солидов для того, чтобы тот не оказывал помощи его сыну. Тогда Герменегильд спрятался в местной церкви и покинул её, только получив обещание, что его жизни ничто не угрожает, после чего бросился к ногам отца, вымаливая у него прощение. Однако Леовигильд пренебрёг своей клятвой и приказал схватить своего сына, снять с него одежду и надеть на него рубище, а вернувшись в Толедо, отнял у него слуг и отправил его в изгнание лишь с одним слугой. Его жену Ингунду он не сумел пленить, так как она вместе со своим маленьким сыном бежала в соседние города Испании, которые были в руках византийцев, отказавшихся выдать их Леовигильду (584 год).

## Последствия мятежа. Смерть Ингунды

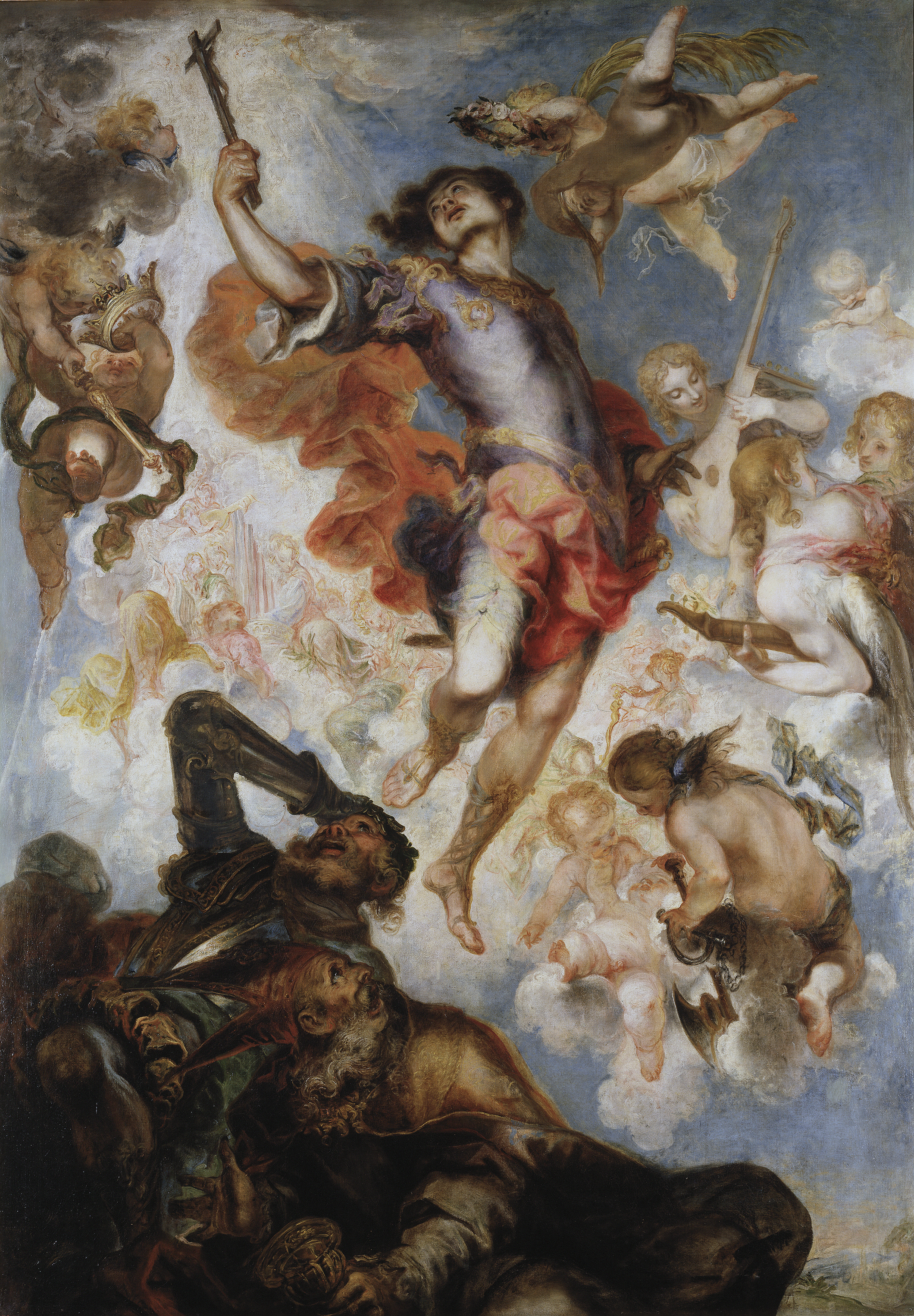
Триумф Герменегильда. Картина Франсиско Эрреры Младшего (1654 год). Музей Прадо, Мадрид.

Поначалу Герменегильд был сослан в Валенсию, а позднее переправлен в Таррагону, где был заключён в тюрьму, которая находилась в подвале старого дворца. Леовигильд даже предложил освободить его и восстановить в прежней должности, неоднократно призывая сына отречься от никейской веры. Однако тот наотрез отказался, после чего был убит (казнён на Святую Пасху секирой) по приказу отца начальником тюрьмы герцогом Сисбертом 13 апреля 586 года. В 1586 году Герменегильд был канонизирован римским папой Сикстом V (его память как святого празднуется в католической церкви 13 апреля, в православной — 1 (14) ноября). Восстание Герменегильда показало, что наличие разных вероисповеданий в любом государстве того времени, таило в себе скрытую угрозу для его политического благополучия.
Узнав об этом, король Бургундии Гунтрамн был страшно разгневан и решил отправить в Испанию войско, чтобы оно, прежде всего, подчинило его власти всю Септиманию, которая находилась внутри границ Галлии, а потом двинулось дальше. К этому походу также присоединился и брат Ингунды Хильдеберт. Однако бургунды, дойдя до Нима и Каркасона, учинили в собственной стране бесчисленные убийства, пожары и грабежи, после чего решили вернуться домой. В ответ на эту атаку Леовигильд послал против бургундов Реккареда, который отразил армию франков и освободил от их вторжения северные территории вестготского королевства, заняв две крепости с большим количеством людей, после чего вернулся на родину победителем. В 588 году Реккаред, чтобы хоть как-то загладить вину Леовигильда, совершил соответствующую епитимью за содеянные грехи своего отца, а затем попросил у Хильдеберта руки его сестры Хлодосвинты. Однако ещё в 586 году король Австразии уже пообещал выдать её за лангобардского короля Аутари, но после того, как к нему прибыли послы от византийского императора Маврикия и настояли на выполнении обязательств франкско-византийского союза, Хильдеберту пришлось разорвать договор с лангобардами, пойти на них войной и согласиться на предложение короля вестготов. Гунтрамн, хотя и неохотно, также дал своё согласие, но не отказался от своей политики, направленной против вестготов, которая в конечном счёте оказалась неудачной. Церемония бракосочетания Реккареда и Хлодосвинты состоялась в 594 году в Толедо.
Согласно Павлу Диакону, Ингунда вместе с маленьким сыном, после мученической смерти своего супруга, хотела бежать из Испании, но по пути в Галлию попала в руки солдат, стоявших на сторожевом посту на испанской границе, была схвачена ими, возвращена в руки византийцев и увезена на Сицилию. Там осенью 586 года она умерла, а её сын Атанагильд был переправлен в Константинополь к императору Маврикию, при дворе которого и был воспитан. По свидетельству же Григория Турского, когда её везли с маленьким сыном в Константинополь, она умерла в Карфагене (Северная Африка), и там же была похоронена. О причинах её столь ранней смерти исторические источники ничего не сообщают, однако известно, что в то время во многих странах Средиземноморья на протяжении двух веков свирепствовала первая мировая эпидемия чумы (т. н. «Юстинианова чума»), так что, возможно, она умерла из-за неё. По другой версии она умерла в 585 году.

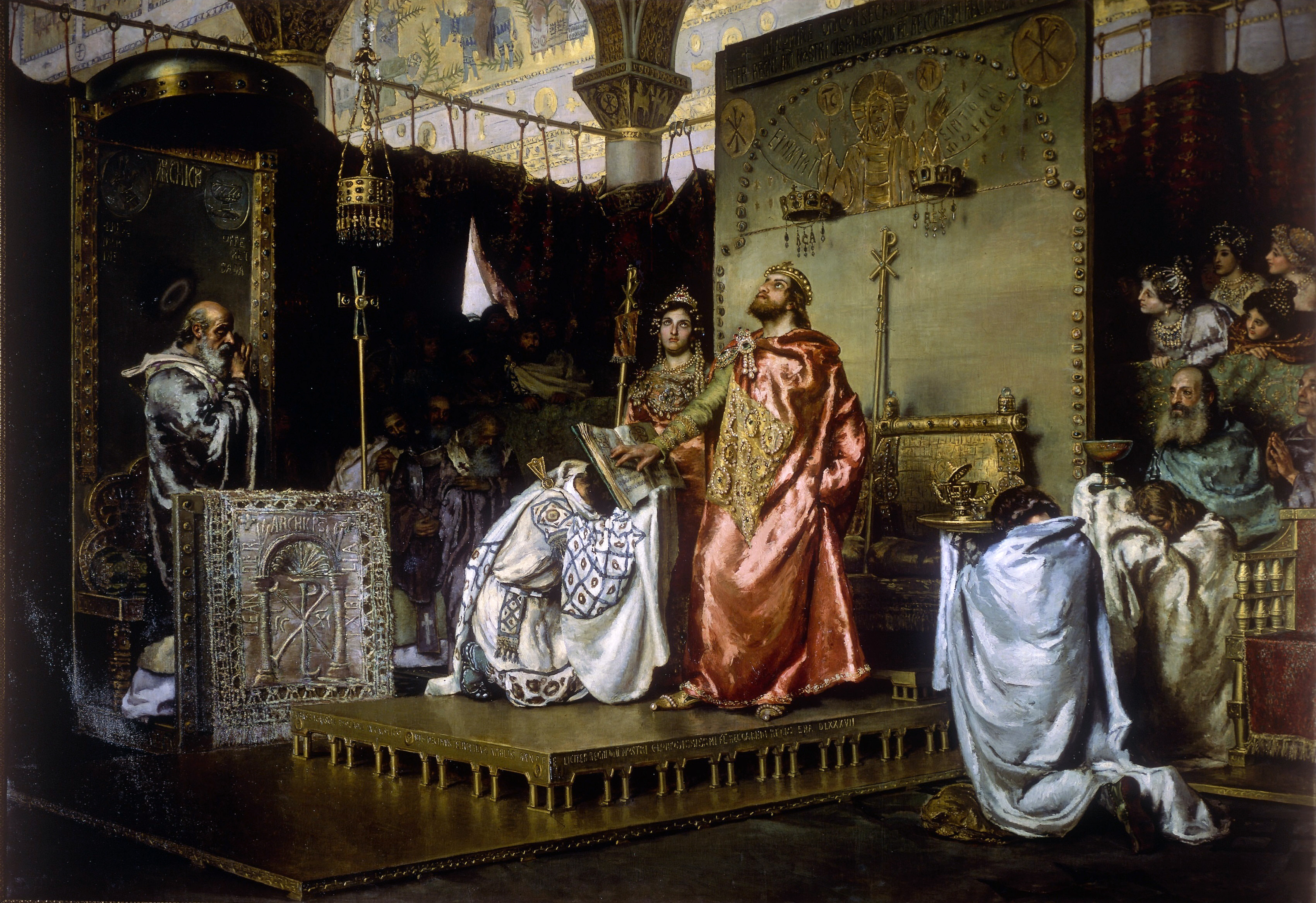
Обращение Реккареда I. Картина Антонио Муньоса Деграйна (1888 год). Дворец испанского сената, Мадрид.

В это же время византийский император Маврикий, направив послов к брату Ингунды Хильдеберту II, убедил его ввести войска в Северную Италию и пойти войной на лангобардов. Хильдеберт, думая, что его сестра вместе с сыном живёт в Константинополе удовлетворил желание послов Маврикия и, чтобы вернуть сестру, приказал франкскому войску выступить против лангобардов. Однако во время похода франки и алеманны вступили в споры между собой и, не добившись никакой пользы, вернулись обратно. Правда Хильдеберту в то время было всего шестнадцать лет, и он находился под большим влиянием своей сильной и волевой матери Брунгильды, которая также стремилась вернуть домой дочь и внука. Спустя некоторое время, узнав о смерти Ингунды, она даже писала Маврикию и его тёще Ино Анастасии и просила их отправить Атанагильда в Австразию, но император не внял её мольбам и позднее женил его на своей племяннице Флавии Юлиане, дочери своего брата Петра.
В 680 году в результате дворцового переворота королём вестготов стал Эрвиг. Согласно «Хронике Альфонсо III», он был сыном Ардабаста, который, будучи изгнанным из страны императором, отправился в середине VII века из Византии в Испанию. Тот здесь был великолепно принят при дворе короля Хиндасвинта, который дал ему в жены свою дочь или племянницу Гласвинду. Сам же Ардабаст был сыном Атанагильда и внуком Герменегильда.
Леандр Севильский, вернувшись из Византии, подвергся преследованиям со стороны Леовигильда и в 582 году был изгнан из страны. Это время он посвятил написанию двух антиарианских сочинений. Однако в конце жизни (586 год) Леовигильд покаялся в несправедливости по отношению к святому Леандру, вернул его из ссылки и попросил стать наставником своего младшего сына Реккареда. Епископ Севильи положил много трудов на отречение вестготов от арианской ереси, и в итоге младший сын Леовигильда в 587 году принял ортодоксально-никейское христианство, призвав всех своих подданных к соблюдению «правильного вероисповедания и устранению прискорбного заблуждения». В том же году, по приказу Реккареда, был схвачен убийца его брата Герменегильда, герцог Сисберт, и предан позорнейшей смерти.

## Комментарии
1. ↑  Интерпретация этого произведения — дело крайне трудное; можно также предположить, что оно написано Фортунатом от имени Радегунды, и в таком случае крёстной матерью принцессы была она. Зато упоминание преждевременной смерти поборницы ортодоксально-никейской веры, дочери королевы, позволяет почти с уверенностью говорить об Ингунде.
2. ↑  Госвинта была родной бабушкой Ингунды по материнской линии.
3. ↑  Его родителями были Севериан и Туртура, по другой версии Феодора.